# 末石富太郎
末石 冨太郎（末石 冨太郎、すえいし とみたろう、1931年2月11日 - 2025年7月15日）は、日本の土木工学者、環境学者、大阪大学名誉教授。
兵庫県武庫郡（現神戸市灘区）出身。1953年京都大学工学部土木工学科卒、1955年同大学院修了。1961年「上下水道における集配水の合理化に関する基礎的研究」で工学博士。大阪水道局技術吏員、1958年京大工学部助教授、1967年教授、1975年大阪大学工学部教授。1973－1977年京大経済研究所教授兼任。1994年定年退官、名誉教授。2025年7月15日、自宅にて老衰により死去。

## 著書
- 『都市環境の蘇生 破局からの青写真』中公新書 1975
- 『水資源危機 渇く都市をどう救う』日本経済新聞社 日経新書 1978
- 『環境学への道』思考社 1982
- 『都市にいつまで住めるか 地球環境時代の都市づくり』読売新聞社 1990
- 『環境学ノート』世界書院 ライブラリー環境問題 2001

### 共編著
- 『新体系土木工学 87 環境保全 2 環境の制御・管理』編著 技報堂出版 1980
- 『衛生工学』編 住友恒,和田安彦,山田淳共著 鹿島出版会 土木教程選書 1987
- 『環境計画論 環境資源の開発・保全の基礎として』環境計画研究会共編著 森北出版 1993

## 論文
- <末石富太郎